# Gymnomyces parvisaxoides
Gymnomyces parvisaxoides är en svampart som beskrevs av T. Lebel 2002. Gymnomyces parvisaxoides ingår i släktet Gymnomyces och familjen kremlor och riskor.   Inga underarter finns listade i Catalogue of Life.